# Acacia bricchettiana
Acacia bricchettiana é uma espécie de leguminosa do gênero Acacia, pertencente à família Fabaceae.